# 흥해초등학교
흥해초등학교는 대한민국 경상북도 포항시 북구 흥해읍 약성리에 있는 공립 초등학교다.

## 학교 연혁
- 1908년 4월 4일 사립 의창소학교 설립
- 1911년 3월 28일 흥해공립보통학교 인가
- 1935년 5월 29일 곡강국립보통학교 분리
- 1938년 4월 1일 의창공립심상소학교로 개칭
- 1941년 4월 1일 의창공립국민학교로 개칭
- 1946년 4월 1일 흥해국민학교로 교명 개칭
- 1970년 3월 1일 흥해서부국민학교(405) 분리 개교
- 1994년 3월 1일 남송분교장 통폐합
- 1996년 3월 1일 흥해초등학교로 교명 변경
- 1998년 3월 1일 흥해남산초등학교(971명) 분리 개교
- 2008년 4월 19일 개교 100주년 기념 행사
- 2008년 8월 4일 다목적 강당(백년관) 준공
- 2009년 3월 26일 영어실 개관
- 2017년 2월 15일 제104회 졸업식(졸업생 총수 18044명)
- 2017년 3월 1일 19학급(일반18,특수1), 유치원 2학급 편성
- 2017년 9월 1일 제32대 이문기 교장 부임

## 참고 자료
- 흥해초등학교 - 한국교육학술정보원 학교알리미